# Penguin Verlag
Der Penguin Verlag ist ein deutscher Buchverlag mit Sitz in München. Er wurde 2015 gegründet und geht auf den britischen Verlag Penguin Books zurück. Der Penguin Verlag ist Teil der Penguin Random House Verlagsgruppe, einer Tochtergesellschaft des Bertelsmann-Konzerns. Das Programm umfasst Belletristik und Sachbücher.

## Geschichte
Der 1935 von Allen Lane gegründete britische Verlag Penguin Books eröffnete in den 1980er Jahren eine Niederlassung in Frankfurt am Main. Bis heute vertreibt Penguin Books englischsprachige Bücher im deutschsprachigen Raum. Seit 2013 gehört Penguin Books zum Bertelsmann-Konzern, der mittlerweile sämtliche Anteile an Penguin Random House hält.
2015 gründete die Verlagsgruppe Random House schließlich unter der Leitung von Thomas Rathnow einen neuen Buchverlag namens Penguin, der sich an der britischen Marke orientiert. Der gezeichnete Pinguin hat sich im Laufe der Verlagsgeschichte nur minimal verändert und wurde unter anderem von der Weltorganisation für geistiges Eigentum als „Kultmarke“ bezeichnet. Zum Zeitpunkt der Gründung wies die Marke Penguin insbesondere im englischsprachigen Raum einen hohen Bekanntheitsgrad auf.
Der deutschsprachige Penguin Verlag ist programmatisch eigenständig und steht unter der verlegerischen Leitung von Britta Egetemeier.

## Programm
Der Penguin Verlag veröffentlicht Belletristik und Sachbücher als Originalausgabe und deutschsprachige Erstausgabe sowie Taschenbuchausgaben von Titeln, die zuvor in anderen Verlagen der Gruppe erschienen sind. Das erste Programm des Penguin Verlags erschien Mitte 2016 und umfasste 64 Titel, wie zum Beispiel Jonas Jonassons Roman „Die Analphabetin, die rechnen konnte“, Harper Lees wiederentdeckten ersten Roman „Gehe hin, stelle einen Wächter“, Randall Munroes Bestseller „What If? Was wäre wenn?“ und Caroline Erikssons Psychothriller „Die Vermissten“. Im Jahr 2018 wurde das erste Hardcover-Programm des Penguin Verlags vorgestellt. 2021 erschienen unter der Marke Penguin Junior die ersten Kinderbücher. Außerdem gibt es mit Penguin Edition eine Reihe für deutschsprachige Klassiker.